# ارین-جی
معبد ارین، ارین-جی (انگلیسی: 恵林寺 Erin-ji) یک پرستشگاه بودایی متعلق به معبد میوشین شاخه ای از فرقه رینزای یکی از فرقه‌های ذن است که در کوشو، یاماناشی در استان یاماناشی در ژاپن قرار دارد. این معبد متعلق بود به خاندان تاکدا که در دوره سنگوکو بر ولایت کای تسلط داشتند و توسط راهب بودایی کایسن جوکی اداره می‌شد.
در ماه سوم از سال ۱۵۸۲ قوای متفق اودا نوبوناگا. توکوگاوا ایه‌یاسو در نبرد ناگاشینو موجب شکست و نابودی خاندان تاکدا شدند. پس از این شکست روکاکو یوشی‌سادا (نام دیگر ساساکی جیرو) به معبد ارین گریخت. نوبوناگا از سرپرست معبد کایسن جوکی خواست تا وی را تحویل دهد اما وی سرباز زد. نوبوناگا پسر ارشدش اودا نوبوتادا را به محل معبد فرستاد و معبد به دستور نوبوتادا به آتش کشیده شد. کایسن جوکی و چندین راهب دیگر در این آتش‌سوزی کشته شدند اما مرگ روکاکو یوشی‌سادا در این آتش‌سوزی ثبت نشده‌است.